# 5248 Scardia
5248 Scardia (1983 GQ) là một tiểu hành tinh vành đai chính được phát hiện ngày 6 tháng 4 năm 1983 bởi Debehogne-DeSanctis ở La Silla, Chile.